# Gura Ocniței
Gura Ocniței es una comuna ubicada en el distrito de Dâmbovița, Rumania.

## Superficie
Posee una superficie de 44,96 kilómetros cuadrados.

## Demografía
Hasta 2021 la población era de 6657 habitantes, con una densidad de población de 148,1 habitantes por kilómetro cuadrado.